# زوبيكلون
زوبيكلون (الأسماء التجارية زيموفان وإيموفان) هو أحد اللابنزوديازيبينات المنومة المستخدمة في علاج الأرق. وهو أحد السيكلوبيرولونات، التي تزيد من الانتقال الطبيعي للناقل العصبي حمض الغاما-أمينوبيوتيريك في الجهاز العصبي المركزي، كما تفعل البنزوديازيبينات، ولكن بطريقة مختلفة.
وحيث أن الزوبيكلون يُصنف من المهدئات، فإنه يتم تسويقه كأحد الحبوب المنومة. ويعمل الزوبيكلون عن طريق التسبب في الاكتئاب أو تهدئة الجهاز العصبي المركزي. بعد الاستعمال لفترات طويلة، يمكن للجسم أن يصبح معتادًا على آثار الزوبيكلون. كما قد تحدث أعراض الانسحاب عند تخفيض الجرعة ثم إيقاف الدواء فجأة، . ويمكن أن تتشابه تلك الأعراض مع تلك التي تحدث في متلازمة انسحاب البنزوديازيبين. إلا أنه لا تحدث تشنجات أثناء الانسحاب من تعاطي الجرعات العلاجية من زوبيكلون ونظائره أي إزوبيكلون، وبالتالي لا تعتبر مهددة للحياة، وقد يعاني المرضى من التهيج أو القلق مما يتطلب سعيهم لطلب الرعاية الطبية الطارئة.
في الولايات المتحدة، لا يتوفر زوبيكلون تجاريًا، على الرغم من توافر نظائره الفراغية ،مثل إزوبيكلون، والذي يُباع تحت اسم لونيستا. زوبيكلون هو مادة خاضعة للرقابة في الولايات المتحدة واليابان والبرازيل، وبعض البلدان الأوروبية، وربما يكون من غير القانوني أن تمتلكه دون وصفة طبية. ومع ذلك، فإنه متاح بسهولة في بلدان أخرى حيث يتم تسويقه تحت اسم العلامة التجارية إيموفان، ولا يعتبر مادة خاضعة للرقابة في تركيبات أقراص الفم ذات 7.5 ملغ، و 5 ملغ، و 3.75 ملغ التي تُتناول عن طريق الفم.
ويُعرف زوبيكلون بين العامة باسم المخدر "Z". وتشمل أدوية Z الأخرى زاليبلون (سوناتا) والزولبيديم (زولبيديم) (أمبين وأمبينكر) وكان يعتقد في البداية أن تكون تلك الأدوية أقل ادمانًا أو أقل من حيث تشكيل الاعتماد من البنزوديازيبينات. غير أن هذا التقييم قد تغير إلى حد ما في السنوات القليلة الماضية حيث تم عرض حالات الإدمان والاعتماد. من المستحسن أن يؤخذ زوبيكلون على أساس قصير المدى، وعادةً ما تكون أسبوع أو أقل. لا يُنصح عادةً بالاستخدام اليومي أو المستمر للدواء، ويجب توخي الحذر عند استخدام اللدواء بالتزامن مع مضادات الاكتئاب والمهدئات أو غيرها من المخدرات التي تؤثر على الجهاز العصبي المركزي.

## الاستخدام الطبي

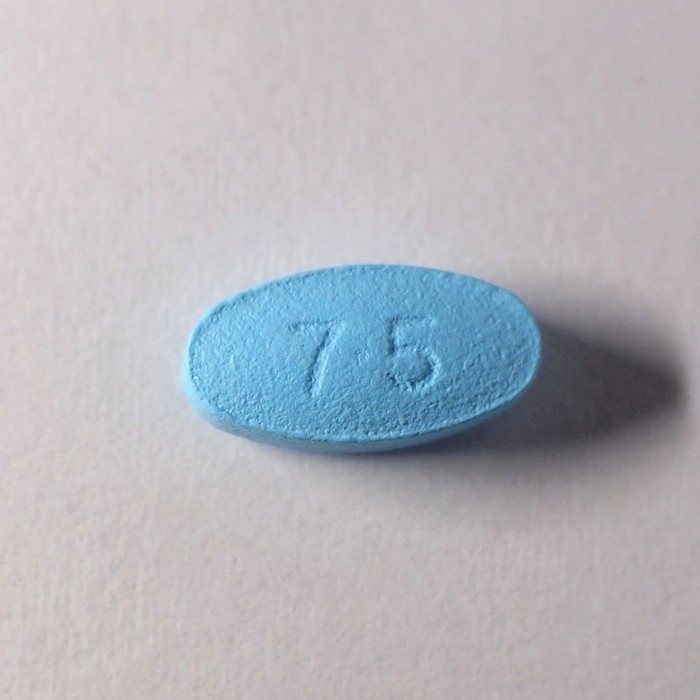
قرص زوبيكلون بتركيز 7.5 ميلليغرم

تُستخدم زوبيكلون لعلاج الأرق على المدى القصير حيث يكون اتعدام بدء النوم أو حفظ استمرار النوم أعراض بارزة. لا ينصح باستخدام الزوبيكلون على المدى الطويل، لامكانية حدوث تحمل الدواء، والاعتماد، والإدمان مع الاستخدام لفترات طويلة. وجدت دراسة واحدة منخفضة الجودة أن زوبيكلون كان غير فعالًا في تحسين نوعية النوم أو زيادة وقت النوم في عمال تغيير الفترات - وقد أوصي باجراء المزيد من البحوث في هذا المجال.

### كبار السن
يسبب زوبيكلون، على غرار البنزوديازيبينات الأخرى واللابنزوديازيبينات المنومة خللًا في توازن الجسم والثبات الوقوف في الأفراد الذين يستيقظون في الليل أو في صباح اليوم التالي. يتم الإبلاغ عن الكسور وكسور الفخذ في كثير من الأحيان. كما يُزيد الجمع مع استهلاك الكحول وتناول الزوبيكلون من هذه الإصابات. ثم يتطور التحنل الجزئي، لكن بشورة غير كاملة لمثل هذه الإعاقات الوظيفية.
وجدت مراجعة واسعة من المؤلفات الطبية بشأن علاج الأرق في كبار السن أدلة كبيرة على فعالية وفوائد دائمة للعلاجات غير المعتمدة على العقاقير لحالات الأرق. وبالمقارنة مع البنزوديازيبينات، فإن المنومات غير البنزوديازيبينية المهدئة، مثل زوبيكلون، تقدم القليل من المزايا إن وجدت في فعالية أو قابلية التحمل لدى المسنين. قد تكون الأدوية الجديدة مثل منبهات مستقبلات الميلاتونين أكثر ملاءمةً وفعالية لعلاج الأرق المزمن لدى كبار السن. كما يفتقر الاستخدام طويل المدى للمهدئات المنومة لعلاج الأرق إلى قاعدة الأدلة ويتم التثبيط من استخدامه لهذا الغرض بسبب المخاوف من الآثار السلبية المحتملة المخدرات مثل إعاقة النمو وفقدان الذاكرة، والنوم بالنهار، وعدم التناسق الحركي، وزيادة خطر حوادث السيارات والسقوط. وبالإضافة إلى ذلك، لا يزال يتعين تحديد فعالية وسلامة الاستخدام طويل الأجل للأدوية المنومة غير البنزوديازيبين.

## الآثار السلبية
يشير كتيب الوصفات الوطني البريطاني إلى الآثار السلبية على النحو التالي: "اضطرابات التذوق، والغثيان، والتقيؤ، والدوخة، والنعاس، وجفاف الفم، والصداع، ونادرًا ما يحدث فقدان الذاكرة، والارتباك، والاكتئاب، والهلوسة، والكوابيس، وعدم التناسق الحركي، والآثار المتناقضة [...] والمشي نومًا أيضًا.

## موانع الاستخدام
يسبب زوبيكلون يسبب حالة كالقيادة تحت تأثير الكحول مماثلة لتلك التي تحدث مع البنزوديازيبينات. يُصاب المستخدمين على المدى الطويل لتلك الأدوية المنومة باضطرابات النوم والاعتياد الجزئي فقط على الآثار السلبية حتى بعد مرور سنة من توقف الاستخدام لا تزال تظهر زيادة معدل حوادث السيارات. لا ينبغي على المرضى الذين يقودون السيارات تعاطي زوبيكلون إلا إذا توقفوا عن القيادة بسبب زيادة خطر الحوادث بين مستخدمي زوبيكلون. يؤدي زوبيكلون إلى ضعف الوظيفة الحركية. كما ينبغي تجنب القيادة أو تشغيل الآلات بعد أخذ زوبيكلون، إذ يمكن أن تستمر آثار الزوبيكلون إلى اليوم التالي، بما في ذلك ضعف التنسيق بين اليد والعين.

## احتياطات خاصة
ينبغي تجنب شرب الكحول عند استخدام زوبيكلون، إذ أن الكحول والزوبيكلون يعززان آثار بعضهما البعض، مما يمكن أن يُزيد من خطر الاعتماد على أحدهما.
ستتخلص أجسام المرضى الذين يعانون من أمراض الكبد من زوبيكلون بشكل أبطء من المرضى العاديين، بالإضافة إلى حدوث بعض لآثار الدوائية المبالغ فيها للدواء.
يزيد زوبيكلون من اختلال التوازن ويزيد من عدد حالات السقوط في كبار السن، فضلًا عن الآثار الجانبية المعرفية. تعتبر حالات السقوط تلك سبب مهم للوفاة في كبار السن.
لا يستطيع المرضى الذين يعانون من ضعف العضلات بسبب الوهن العضلي الوبيل (وهن عضلي وبيل) أو هؤلا الذين يعانون من انسداد الجهاز التنفسي مثل التهاب الشعب الهوائية المزمن، وداء الانسداد الرئوي المزمن، أو غيرها من أمراض الرئة، أو( انقطاع النفس النومي) أن يتعاطوا زوبيكلون بأمان، كما يحدث نفس الأمر لمن يعانون من أي اختلال في الغدة الدرقية.

## تخطيط أمواج الدماغ والنوم
وعلى غرار العقاقير المهدئة الأخرى المنومة، يسبب زوبيكلون انخفاضًا في درجة حرارة الجسم وهو ما يكون فعالًا في تقليل وقت النوم. يسبب هذا تغييرات مماثلة على قراءات تخطيط أمواج الدماغ والنوم مثل البنزوديازيبينات كما يسبب اضطرابات في النوم أثناء الانسحاب كجزء من تأثير الارتداد. يقلل زوبيكلون من موجات دلتا وعدد من موجات دلتا عالية السعة مع زيادة الموجات منخفضة السعة. يقلل زوبيكلون يقلل من الوقت الإجمالي لنوم حركة العين السريعة، فضلا عن تأخير ظهوره..  وُجدت أفضلية استخدام الزوبيكلون في العلاج السلوكي المعرفي عوضًا عن استخدامه في علاج الأرق وقد وجد أن له آثار دائمة على جودة النوم لمدة سنة على الأقل بعد توقف العلاج.

## الخصائص الدوائية
تشمل الخصائص الدوائية العلاجية للزوبيكلون الآثار المنومة، والآثار المضادة للقلق، والآثارالمضادة للاختلاج، وآثار مرخيات العضلات. يرتبط زوبيكلون والبنزوديازيبينات على مواقع مختلفة على مستقبلات حمض الغاما-أمينوبيوتيريك، مما يعزز من آثار حمض الغاما-أمينوبيوتيريك لإنتاج الآثار العلاجية والآثار السلبية للزوبيكلون. كما يعتبر الناتج الأيضي لزوبيكلون والذي يسمى ديسمثيل زوبيكلون نشط أيضًا، على الرغم من أنه يحتوي على خصائص مضاد القلق في الغالب. وجدت دراسة واحدة بعض الانتقائية الطفيفة لزوبيكلون على الوحدات الفرعية α1 و α5 للمستقبلات، على الرغم من أنه يعتبر غير انتقائي في الارتباط بالوحدات الفرعية α1، α2، α3، و α5 لمستقبلات حمض الغاما-أمينوبيوتيريك البنزوديازيبينية. تم العثور على بعض الخواص المنبهة جزئيًا لديسمثيلزوبيكلون على عكس عقار زوبيكلون الأم، والذي يتمتع بآثار منبهة كليًا. تتشابه آلية العمل لزوبيكلون مع تلك الخاصة بالبنزوديازيبينات، مع تأثيرات مماثلة على النشاط الحركي ومستوى الدوبامين والسيروتونين في الدم. وقد وجد تحليل تلوي لأحد التجارب السريرية العشوائية التي قارنت البنزوديازيبينات وزوبيكلون أو أدوية Z الأخرى مثل زولبيديم وزاليبلون بعض الاختلافات الواضحة والمتسقة بين زوبيكلون والبنزوديازيبينات في بدء النوم، وإجمالي مدة النوم ومدة الاستيقاظ، ونوعية النوم، والآثار السلبية، وتحمل الدواء، وأرق الارتداد، واليقظة أثناء النهار. زوبيكلون هو أحد أعضاء عائلة السيكلوبيرولون. وتشمل أدوية السيكلوبيرولون الأخرى سوريكلون. يشارك زوبيكلون نفس الملف الشخصي لعائلة البنزوديازيبينات، على الرغم من الاختلاف الجزيئي للبنزوديازيبينات، بما في ذلك الخصائص المضادة للقلق. تتمثل آلية عمل الزوبيكلون من خلال الارتباط بموقع البنزوديازيبين ويعمل بمثابة منبه كامل، والذي بدوره ينظم إيجابيًا مستقبلات حمض الغاما-أمينوبيوتيريك ويجعلها حساسة للبنزوديازيبين ويعزز ارتباط حمض الغاما-أمينوبيوتيريك بمستقبلات غابا أ لإنتاج الخصائص الدوائية لزوبيكلون. بالإضافة إلى الخصائص الدوائية المشابهة للبنزوديازيبين التي يتميز بها زوبيكلون، فإنه يتمتع ببعض الخصائص المشابهة للباربيتورات.
وُجد في دراسات تخطيط أمواج الدماغ، أن زوبيكلون يُزيد بشكل كبير من طاقة نطاق تردد بيتا ويُظهر خصائص موجات بطيئة عالية الجهد، وعدم تزامن موجات ثيتا في الحصين، وزيادة في الطاقة في نطاق التردد دلتا. يُطيل زوبيكلون من مدة المرحلة الثانية ومدة موجة النوم البطيئة، في حين أن الزولبيديم، وهو مركب انتقائي للوحدة الفرعية α1، يطيل فقط من مدة موجة النوم البطيئة ولا يسبب أي تأثير على المرحلة الثانية من النوم. يعتبر زوبيكلون أقل انتقائيةً لموقع α1 بينما يتمتع بتقارب أعلى مع موقع α2 من زاليبلون. وبالتالي يتشابه الزوبيكلون بدرجة كبيرة مع الخصائص الصيدلية للبنزوديازيبينات.

## الحركية الدوائية

ناتجا الأيض الرئيسيان لزوبيكلون

يتم امتصاص زوبيكلون بسرعة بعد تناوله عن طريق الفم، مع توافر بيولوجي يصل إلى حوالي 75-80٪. يستغرق زوبيكلون حوالي من ساعة إلى اثنتين للوصول إلى ذروة تركيزه في البلازما. لا تؤثر الوجبات عالية الدهون على امتصاص(كما يظهر في منطقة ما تحت المنحنى)، ولكنت تُقلل من وصول مستوياته في البلازما إلى الذروة، وبالتالي تأخير ظهور الآثار العلاجية.
وُجد أن ارتباط زوبيكلون ببروتينات البلازما ضعيفة، بين 45 و 80٪ (بمتوسط 52-59٪). ونتيجةً لهذا توزيعه بسرعة وعلى نطاق واسع على أنسجة الجسم، بما في ذلك الدماغ، ويُفرز في البول واللعاب، وحليب الثدي. تتم عملية أيض زوبيكلون على نطاق واسع على نطاق واسع في الكبد لتشكل مركبات N- ديزميثيلزوبيكلون النشطة وزوبيكلون-N- أكسيد غير النشطة. وتعتبر إنزيمات سيتوكروم 3A4 وسيتوكروم 2 إي 1 هي الانزيمات الكبدية ذات الدور الأكثر أهمية في أيض زوبيكلون. وبالإضافة إلى ذلك، تُزال مجموعة الكربوكسيل من حوالي 50٪ من الجرعة وتُفرز عن طريق الرئتين. ويمثل N- ديميثيل و N- أكسيد زوبيكلون حوالي 30٪ من الجرعة الأولية المتواجدة في البول. يتم استرداد ما بين 7 و 10٪ من زوبيكلون في البول، مما يدل على أيض الدواء على نطاق واسع قبل أن يُفرز. وتتراوح نصف العمر للتخلص النهائي من زوبيكلون من 3.5 إلى 6.5 ساعة (5 ساعات في المتوسط).
تعتبر الحركية الدوائية لزوبيكلون في البشر ذات انتقائية فراغية. بعد إعطاء جرعة من مزيج راسيمي عن طريق الفم كان الوقت المستغرق للوصول إلى أقصى تركيز في البلازما، وعمر النصف الحيوي أعلى بالنسبة للمصاوغ المرآتي الأيمن، وذلك بسبب بطء تخلص الكلي وصغر حجم التوزيع والتوافر البيولوجي، مقارنة مع امصاوغ المرآتي الأيسر.كما ترتفع تركيزات المصاوغ المرآتي الأيمن لنواتج ايض الزوبيكلون N- ديميثيل و N- أكسيد زوبيكلون في البول، مقارنةً بالمصاوغ المرآتي الأيسر.
تتغير الحركية الدوائية لزوبيكلون في الشيخوخة وتتأثر بوظائف الكلى والكبد. في الفشل الكلوي المزمن الحاد، تزداد قيمة منطقة ما تحت المنحنى لزوبيكلون ويزد عمر النصف مما يستغرق وقتُا أطول كي يتخلص الجسم منه. ولكن لا تعتبر هذه التغييرات هامة من الناحية الطبية. لم يتم العثور على أي تأثير لعامل الجنس والعرق في الحركية الدوائية لزوبيكلون.

## التفاعلات الدوائية
يتفاعل زوبيكلون مع تريميبرامين والكافيين. الكحول له تأثير إضافي عند دمجه مع زوبيكلون، مما يعزز من الآثار السلبية لكليهما بما في ذلك إمكانية تناول جرعة زائدة من زوبيكلون بشكل ملحوظ. يرفع الإريثروميسين من معدل امتصاص زوبيكلون كما يُطيل عمر النصف الحيوي لزوبيكلون، مما يؤدي إلى زيادة مستويات البلازما وزيادة تأثراته الدوائية. إتراكونازول له تأثير مماثل على الدوائية زوبيكلون مثل الاريثروميسين. قد يكون كبار السن حسّاسين بشكل خاص لتفاعل الأدوية مثل الاريثروميسين واتراكونازول مع زوبيكلون. قد يكون من الضروري تخفيض الجرعة المؤقتة أثناء العلاج المشترك، وخاصة في كبار السن. يسبب ريفامبيسين انخفاضًا ملحوظًا جدًا في نصف عمر ومستويات البلازما لزوبيكلون، مما يؤدي إلى انخفاض كبير في التأثير المنوم لزوبيكلون. كما يثير الفينيتوين والكاربامازيبين تفاعلات مماثلة أيضًا. ويتداخل كيتوكونازول وسلفافينازول مع عملية التمثيل الغذائي للزوبيكلون. يؤثر نيفازودون على أيض الزوبيكلون بالسلب مما يؤدي إلى زيادة مستويات زوبيكلون والشعور بالنوم في اليوم التالي.

## التاريخ
تم تطوير زوبيكلون وقدم لأول مرة كدواء في الأسواق في عام 1986 من قبل رون بولنك، وهو الآن جزء من شركة سانوفي أفنتيس، الشركة المصنعة في جميع أنحاء العالم . في البداية، تم اعتبار زوبيكلون كدواء متطور عن البنزوديازيبينات، ولكن التحليل التلوي الأخير وجد أنه لم يكن أفضل من البنزوديازيبينات في أي من الجوانب التي تم تقييمها. في 4 أبريل 2005، أدرجت إدارة مكافحة المخدرات الأمريكية زوبيكلون تحت الجدول الرابع، وذلك بسبب الأدلة على أن العقار لديه خصائص إدمان مماثلة للبنزوديازيبينات.
زوبيكلون، كما يُباع تقليديًا في جميع أنحاء العالم، هو مزيج راسيمي لاثنين من التصاوغات الفراغية، إحداها فقط نشط. في عام 2005، بدأت شركة الأدوية سيبراكور في مارلبورو (ماساتشوستس) تسويق المتصاوغ الفراغي النشط إيزوبيكلون تحت اسم لونيستا في الولايات المتحدة. وعلى الرغم من أنه كان من المتوقع يُتاح الدواء بشكل عام بحلول عام 2010، إلا أنه لم يُتح حتى وقتنا هذا. ومع ذلك، يباع زوبيكلون حاليًا خارج براءات الاختراع في عدد من البلدان الأوروبية، وكذلك البرازيل، وكندا، وهونغ كونغ. يختلف إزوبيكلون وزوبيكلون في الجرعة - إذ تحتوي أقوى جرعة مشتقة من إزوبيكلون على 3 ملغ من المتصاوغ المرآتي العلاجي، في حين أن أعلى جرعة زوبيكلون (7.5 ملغ) تحتوي على 3.75 ملغ المتصاوغ المرآتي نشط. لم يتم بعد دراسة العقارين واجراء التجارب السريرية عليهما لتحديد وجود أي اختلافات سريرية محتملة (كالفعالية، والآثار الجانبية، وتطوير الاعتماد على المخدرات، والسلامة، وما إلى ذلك).

## الاستخدام الترفيهي
يمكن تعاطي الزوبيكلون وإساة استخدامه وإدمانه والاعتماد عليه بسهولة . يُتعاطى زوبيكلون عن طريق الفم وأحيانًا عن طريق الوريد، وغالبًا ما يقترن مع تعاطي الكحول لتحقيق نشوة الكحول المنومة. يقع المرضى امتعاطين لهذا العقار تحت خطر الاعتماد عليه. ويمكن رؤية أعراض الانسحاب بعد الاستخدام على المدى الطويل للجرعات العادية حتى بعد خفض الجرعات تدريجيًا. يوصي الأطباء المتخصصين والصيادلة بوصف زوبيكلون بجرعات لا تتجاوز 7-10 أيام، بسبب خطر الإدمان، وتحمل الدواء، والاعتماد الجسدي. يمكن أن يحدث نوعان من إساءة استعمال المخدرات: إما سوء الاستخدام الترفيهي، حيث يؤخذ الدواء لتحقيق النشوة، أو عند استمرار تعاطي الدواء على المدى الطويل ضد المشورة الطبية. قد يكون زوبيكلون أكثر قابليةً للإدمان من البنزوديازيبينات. يقع هؤلاء الذين لديهم تاريخ من سوء استخدام العقاقير أو اضطرابات الصحة النفسية في خطر متزايد من تنازل الجرعات العالية لزوبيكلون. ترتفع شعبية تعاطي جرعة عالية من زوبيكلون بين متعاطي المخدرات الذين يتعاطون زوبيكلون تحت المشورة الطبية. يمكن أن تشمل أعراض إدمان الزوبيكلون الاكتئاب، والانزعاج، واليأس، وبطء التفكير، والعزلة الاجتماعية، والقلق، وفقدان الرغبة الجنسية ، والعصبية.
يكتشف الزوبيكلون وغيره من المخدرات المنومة المهدئة في كثير من الأحيان في حالات الاشتباه في القيادة تحت تأثير المخدرات. كما تم العثور على أدوية أخرى، بما في ذلك البنزوديازيبينات والزولبيديم، في أعداد كبيرة من السائقين المشتبه بهم في القيادة تحت تأثير المخدرات. كان لدى العديد من السائقين مستويات من الزوبيكلون في الدم تتجاوز بكثير نطاق الجرعة العلاجية، وغالبًا ما ترتفع جنبًا إلى جنب مع مستويات الكحول، والأدوية غير القانونية أو غير الموصوفة طبيًا، مما يشير إلى وجود درجة عالية من تعاطي البنزوديازيبينات، والزولبيديم، والزوبيكلون. يسبب الزوبيكلون في الجرعات المقررة ضعف معتدل في اليوم التالي، ويزيد من خطر حوادث السيارات بنسبة 50٪، مما يتسبب في زيادة الحوادث فوق 503 حادثة لكل 100,000 شخص. كما يوصى باستخدام زاليبلون وغيره من الأدوية المساعدة على النوم غير فئة المنومات بدلا من زوبيكلون للحد من الحوادث المرورية. كما يُساء استخدام زوبيكلون كما هو الحال مع العقاقير المنومة الأخرى في بعض الأحيان لتنفيذ الأعمال الإجرامية مثل الاعتداءات الجنسية.
يتفاعل زوبيكلون مع الباربيتورات من خلال قمع علامات انسحاب الباربيتورات. وغالبًا ما يتم إعطائه ذاتيًا عن طريق الوريد في الدراسات التي أُجريت على القرود، مما يشير إلى وجود خطر كبير من إساءة الاستخدام المحتمل.
صنف زوبيكلون في قائمة أعلى عشرة الأدوية تم الحصول عليها باستخدام وصفات طبية كاذبة في فرنسا.

## الجرعة الزائدة
يستخدم زوبيكلون أحيانًا كوسيلة للانتحار. ولديه مؤشر وفاة مماثل للبنزوديازيبين، باستثناء التيمازيبام، والتي تعتبر سامة في حالة الجرعة الزائدة. وقد حدثت وفيات جراء تعاطي جرعة زوبيكلون زائدة، وحدها أو بالاشتراك مع أدوية أخرى. قد تتسبب جرعة زائدة من زوبيكلون في التخدير المفرط وتثبيط الوظائف التنفسية والاكتئاب الذي قد يتطور إلى غيبوبة وربما الموت. يعتبر زوبيكلون جنبًا إلى جنب مع الكحول، والمواد الأفيونية، أو غيرها من مثبطات الجهاز العصبي المركزي أكثر عرضة للتسبب في جرعات زائدة قاتلة. يمكن علاج الجرعة الزائدة من زوبيكلون باستخدام مضادات مستقبلات البنزوديازيبين فلومازينيل، الذي يُزيح زوبيكلون من موقع ارتباطه على مستقبلات البنزوديازيبين، مما يعكس آثاره بسرعة. قد تحدث آثار خطيرة على القلب أيضًا نتيجة جرعات زوبيكلون الزائدة عند استخدامه مع بيبيرازين.
وتشير شهادات الوفاة إلى ارتفاع عدد الوفيات المرتبطة بزوبيكلون. فعندما يؤخذ بمفرده، فإنه عادة لا يكون قاتلا، ولكن عندما تناوله مع الكحول أو أدوية أخرى مثل الأفيونيات، أو في المرضى الذين يعانون من أمراض الجهاز التنفسي، أو الكبد، تزداد فرصة حدوث الجرعة الزائدة الخطيرة والقاتلة.

## الكشف في سوائل الجسم
ويمكن قياس زوبيكلون في الدم، والبلازما، أو البول عن طريق أساليب الاستشراب. وعادة ما تكون تركيزات البلازما أقل من 100 ميكروغرام / لتر أثناء الاستخدام العلاجي، ولكنها تتجاوز في كثير من الأحيان 100 ميكروغرام / لتر في قائدي مركبات السيارات المعتقلين بسبب ضعف القدرة على القيادة وقد تتجاوز 1000 ميكروغرام / لتر في المرضى الذين يعانون من التسمم الحاد. وتتراوح تركيزات الدم بعد الوفاة عادة ما بين 0.4-3.9 ملغم / لتر في ضحايا الجرعة الزائدة الحادة المميتة.